# Mashallah Amin Sorour
Mashallah Amin Sorour (persisch ماشاءالله امین سرورحسینی; * 16. März 1931; † 9. Oktober 2010) war ein iranischer Radrennfahrer.

## Sportliche Laufbahn
Mashallah Amin Sorour war im Straßenradsport aktiv. Er war Teilnehmer der Olympischen Sommerspiele 1964 in Tokio. Im olympischen Straßenrennen belegte er den 81. Platz. Im Mannschaftszeitfahren wurde das Team aus dem Iran mit Davoud Akhlagi, Mashallah Amin Sorour, Sayed Esmail Hosseini und Akbar Poudeh 22. des Rennens.